# Hydrovatus davidis
Hydrovatus davidis är en skalbaggsart som beskrevs av Young 1956. Hydrovatus davidis ingår i släktet Hydrovatus och familjen dykare. Inga underarter finns listade i Catalogue of Life.